# Ladislav Novomeský
Ladislav (Laco) Novomeský (ur. 27 grudnia 1904 w Budapeszcie, zm. 4 września 1976 w Bratysławie) – słowacki poeta, pisarz, dziennikarz i polityk komunistyczny.

## Życiorys
Syn krawca Samuela i Irmy (z d. Prokopowa). Rodzice pochodzili z Senicy. Urodził się i dzieciństwo spędził w Budapeszcie, a w 1919 roku powrucił z rodzicami do Senicy w Czechosłowacji. W 1924 roku ukończył szkołę nauczycielską w Modrej i podjął następnie pracę nauczyciela w Bratysławie. Równocześnie podjął studia na Wydziale Filozoficznym Uniwersytetu Jana Amosa Komenskiego. W 1925 roku wstąpił do Komunistycznej Partii Czechosłowacji i porzucił studia, by w pełni zaangażować się w działalność polityczną. Jako dziennikarz pracował w prasie komunistycznej, w niektórych tytułach pełniąc obowiązki redaktora naczelnego. Pierwszym tytułem, z którym był związany ostrawska Pravda chudoby - przebywając w Ostrawie, obserwował trudne warunki życia górników i innych robotników tutejszego zagłębia przemysłowego. W Ostrawie poznał również przywódcę czechosłowackich komunistów Klementa Gottwalda. Następnie przeniósł się do Pragi i był związany z pismami Rudý večerník, Rudá záře, Tvorba, Haló-noviny, Ľudový denník, Slovenské zvesti. Za swoje artykuły prasowe był kilkakrotnie zatrzymywany i karany. Od 1929 r. pisał dla organu prasowego Komunistycznego Partii Czechosłowackiej - gazety Rudé právo.
Wspólnie z Vladimirem Clementisem tworzył pismo literackie DAV. Był to tytuł o radykalnie lewicowym, komunistycznym charakterze; środowisko davistów inspirowało się szczególnie radziecką literaturą awangardową, związani z pismem autorzy tłumaczyli również na język słowacki awangardowe dzieła twórców zachodnich, w szczególności francuskich surrealistów. 
W 1939 roku po upadku Czechosłowacji, opuścił Pragę i wyjechał do Bratysławy. Był dwukrotnie aresztowany i krótko więziony. W sierpniu 1943 roku wszedł do kierownictwa Komunistycznej Partii Słowacji wspólnie z Gustávem Husákiem i Karolem Šmidke. Kierując się wytycznymi przywódców Komunistycznej Partii Czechosłowacji, znajdujących się w Moskwie, trzej liderzy partii w kraju wezwali wszystkie nurty słowackiego ruchu oporu do współpracy. W końcu 1943 roku utworzona została Słowacka Rada Narodowa, do której wspólnie z komunistami weszli socjaldemokraci, przedstawiciele partii agrariuszy oraz delegat Słowackiej Partii Narodowej. Jednym z reprezentantów komunistów w Radzie był Novomeský. Podczas słowackiego powstania narodowego negocjował w Londynie z czechosłowackim prezydentem na uchodźstwie Edvardem Benešem, a następnie w Moskwie z władzami radzieckimi warunki przyszłego funkcjonowania Czechów i Słowaków we wspólnym państwie, domagając się całkowitego równouprawnienia Słowaków.
Po wyzwoleniu Czechosłowacji został wiceprzewodniczącym Słowackiej Rady Narodowej oraz pełnomocnikiem (ministrem) oświaty Słowacji.Został również przewodniczącym Związku Pisarzy Słowackich oraz Macierzy Słowackiej.
W 1950 roku został pozbawiony wszystkich funkcji, a w roku następnym - aresztowany. W 1954 roku w pokazowym procesie, tzw. procesie burżuazyjnych nacjonalistów, został skazany na dziesięć lat pozbawienia wolności. Razem z nim sądzeni byli czołowi słowaccy działacze komunistyczni, na czele z Gustávem Husákiem, który otrzymał najsurowszy wyrok dożywotniego więzienia. Działaczom zarzucano słowacki nacjonalizm. Proces wpisywał się w dążenie komunistów czeskich do pełnego zdominowania aparatu władzy w Czechosłowacji i ukrócenia choćby szczątkowej autonomii struktur partyjnych i państwowych na Słowacji. W odróżnieniu od Husaka, który mimo ciężkiego śledztwa nigdy nie przyznał się do stawianych mu zmyślonych zarzutów, Novomeský, również wielokrotnie pobity w śledztwie, przyznał się do winy i obciążył zeznaniami innych działaczy, w tym sądzonego w innym procesie pokazowym Vladimira Clementisa, swojego dawnego przyjaciela. W 1955 roku Novomeský został warunkowo zwolniony, zaś w 1963 roku całkowicie zrehabilitowany. Pracował w Bratysławie w muzeum literatury słowackiej (Památník národního písemnictví) do 1962 roku. Następnie otrzymał stanowisko w Słowackiej Akademii Nauk, w Instytucie Literatury Słowackiej. W 1963 roku ukazał się jego poemat Vila Tereza i utwór Do mesta 30 minút.
W 1968 roku po stłumieniu praskiej wiosny, na początku okresu tzw. normalizacji, wszedł do Prezydium Komunistycznej Partii Czechosłowacji i ponownie stanął na czele Macierzy Słowackiej. Dwa lata później zrezygnował z działalności politycznej z powodu pogarszającego się stanu zdrowia, w szczególności przebytego udaru mózgu. Zmarł w 1976 roku
Wybór jego publicystyki został opublikowany w języku polskim w 1974 roku pod tytułem Zmagania. Sześć lat wcześniej po polsku opublikowane zostały fragmenty tomu Romboid.

## Twórczość
Na równi z dziennikarstwem zajmował się działalnością twórczą. W 1927 roku wydał tom wierszy Nedeľa, który został bardzo dobrze przyjęty przez krytyków i czytelników. Jego poezja reprezentuje nurt awangardowy, będąc wyjątkiem na tle ówczesnej literatury słowackiej. W jego twórczości widoczne są inspiracje twórczością Guillaume'a Apollinaire'a, Siergieja Jesienina i Władimira Majakowskiego, a także czeskim nurtem poetyzmu, który z kolei czerpał wzorce z dadaizmu, kubizmu czy futuryzmu. Poeta poruszał w swoich wierszach takie tematy, jak życie miasta i jego mieszkańców, obrazy życia ulicznego, kawiarni (w których najchętniej pracował i tworzył), anonimowych prostytutek i służących. W wierszach Novomeskiego przewijają się również motywy erotyzmu, alkoholu, dekadencji, życia artystycznej cyganerii. Część jego utworów miała charakter polityczny i społeczny, jednak jako poeta nigdy nie stosował prostych zabiegów agitacyjnych, wierząc w autonomię i samodzielność sztuki. W 1932 roku drugi tom jego poezji, Romboid, łączył refleksyjne i medytacyjne tony z eksperymentami formalnymi. Został przyjęty gorzej niż tom poprzedni, część krytyków zarzuciła autorowi formalizm i naśladowanie obcego stylu. W 1935 roku wydał tom Otvorene okna, pozytywnie przyjęty przez czytelników. Novomeský dbał również o wizualną stronę zbiorów swoich wierszy, prosząc współczesnych artystów o zaprojektowanie opraw graficznych (jego debiutancki tom ilustrował Mikuláš Galanda, nad Romboidem pracowała czeska artystka surrealistyczna Toyen). W czasie wojny domowej w Hiszpanii wyjechał do tego kraju jako korespondent wojenny. W 1939 roku wydał tom Svätý za dedinou.

## Upamiętnienie
Plac jego imienia znajduje się w Koszycach.

## Odznaczenia
- Artysta narodowy (1964),
- Order Ľudovíta Štúra (1967),
- Order Klementa Gottwalda (1968),
- Nagroda Narodowa SRR (1969),
- Order Zwycięstwa lutego (1973),
- Order Republiki (1974),
- Nagroda Państwowa im. Klementa Gottwalda (1964, 1974)
- Bohater Czechosłowackiej Republiki Socjalistycznej (1969)
- Order Lenina (1969)
- Doktorat honoris causa Uniwersytetu Komeńskiego